# Wonderful Radio London

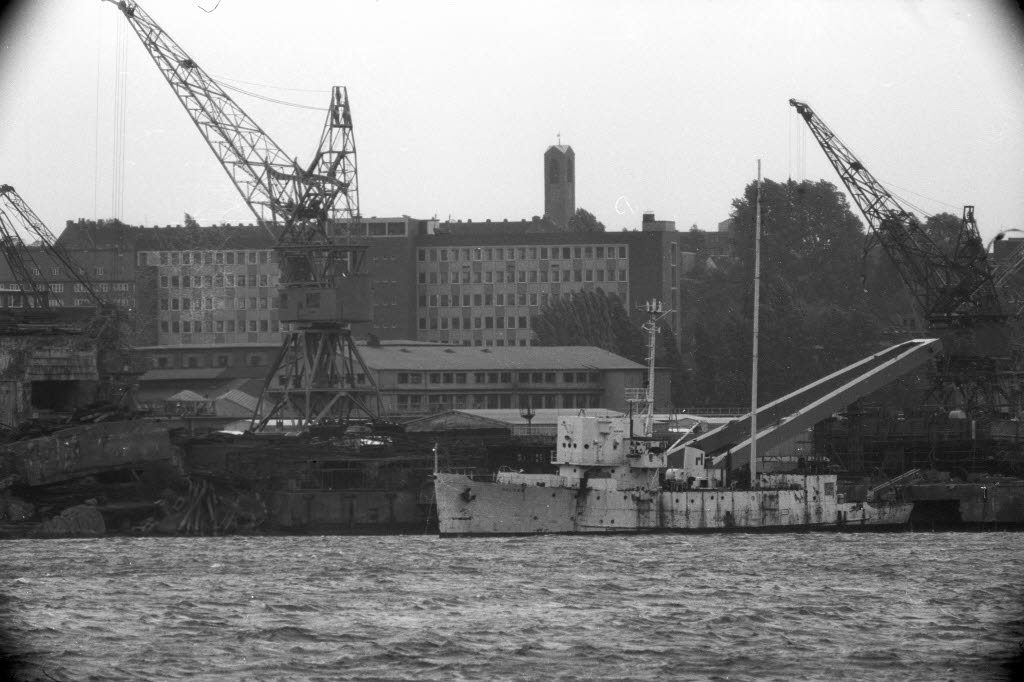
MV Galaxy, Radio Londons tidigare sändarskepp i Kiel 1975.

Wonderful Radio London var en kommersiell radiostation inriktad mot Storbritannien som sände från skeppet MV Galaxy, ankrat i Nordsjön utanför Frinton-on-Sea. Stationen sände på mellanvåg från den 23 december 1964 fram till 14 augusti 1967. Radiostationen var en av flera så kallade piratradiostationer som sände mot Storbritannien utan formellt tillstånd under mitten av 1960-talet, där utbudet till stor del var ny popmusik. Den startades på initiativ av den amerikanska affärsmannen Don Pierson.
Stationen lades ner tillsammans med flera andra samma dag som den nya piratradiolagen Marine, &c., Broadcasting (Offences) Act 1967 trädde i kraft. Endast konkurrenten Radio Caroline valde att fortsätta sända från nederländska vatten. Flera av stationens discjockeys, exempelvis Tony Blackburn, kunde sedan höras i nystartade statliga BBC Radio 1.
Händelserna kring denna station och likasinnade var en inspirationskälla till filmen The Boat That Rocked.